# 京都排骨

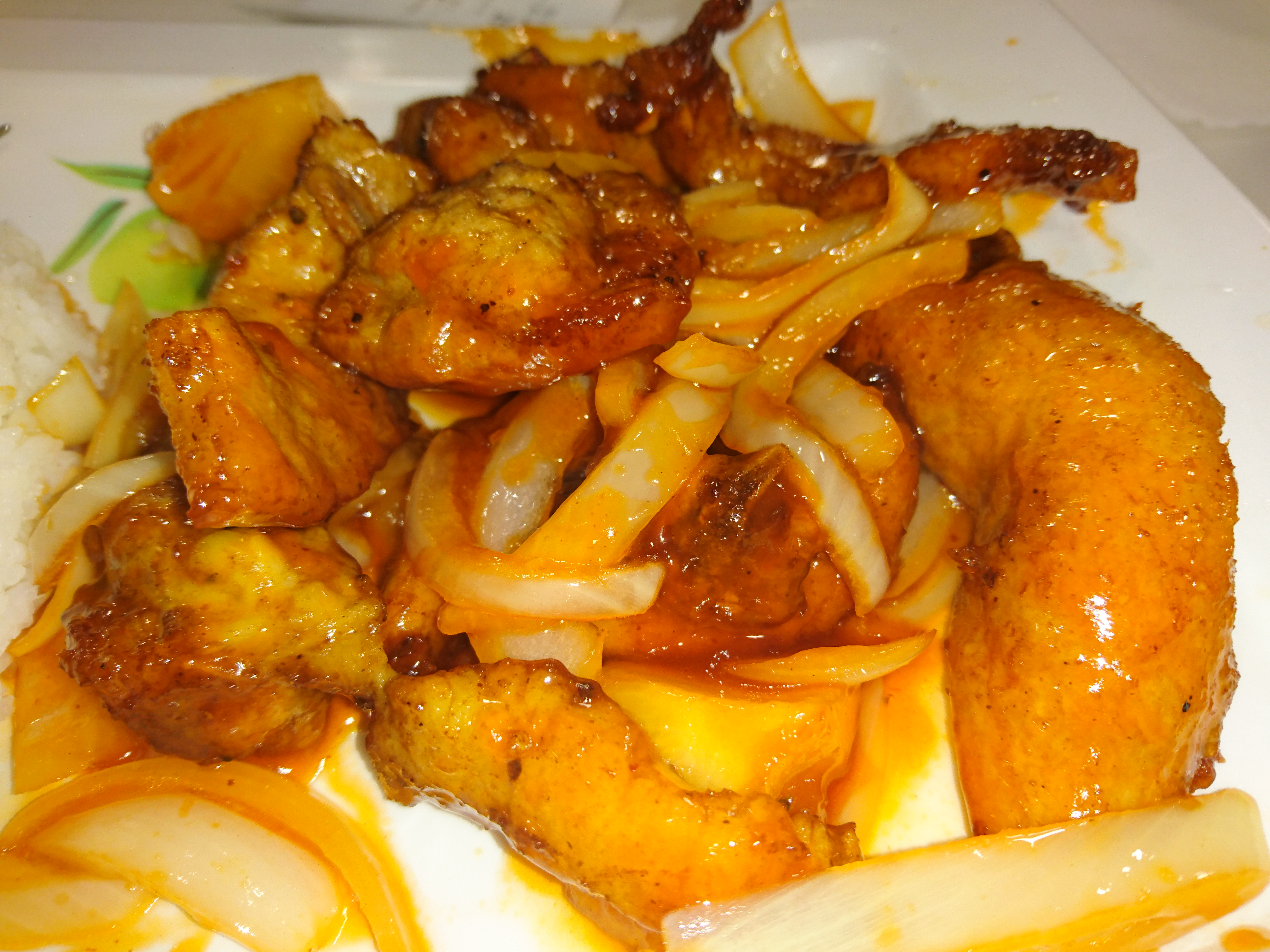
香港餐館的京都排骨

京都排骨，是一道排骨料理，味道酸甜，起源於江浙菜系的無錫，後傳播至中國各地。
京都排骨與無錫排骨接近，類似的做法還有淮揚菜的糖醋排骨。江浙菜以甜味烹調見長，西湖醋魚、東坡肉、無錫排骨都是酸甜做法的鼻祖。
「京都」指六朝、明朝和中華民國大陸時期的京都南京，而蔣介石、戴季陶、孔祥熙、蔣經國等政治人物都是京蘇菜的愛好者，隨政府遷台，糖醋的做法進入台灣菜，京都排骨遂成為台灣對此菜的稱謂。